# Episodi di Chobits

Hideki e Chii in una scena dell'anime

La serie animata Chobits è stata prodotta nel 2002 dallo studio di animazione Madhouse in 26 episodi più due speciali, trasmessi in Giappone a partire dal 2 aprile 2002. La serie è ancora inedita in Italia, i titoli italiani sono pertanto la traduzione dei corrispettivi titoli inglesi.

## Episodi
| Nº                   | Titolo italiano (tradotto) Giapponese 「Kanji」 - Rōmaji | In onda           | In onda |
| Nº                   | Titolo italiano (tradotto) Giapponese 「Kanji」 - Rōmaji | Giapponese        |         |
| 1                    | Chii si sveglia 「ちぃ 目覚める」 - chii mezame ru | 2 aprile 2002     |         |
| 1                    | Hideki Motosuwa non è molto brillante nello studio, ma decide di andare a Tokyo per frequentare una scuola di preparazione all'esame di ammissione all'università. La prima sera in città, mentre sta tornando al Gabujyougasaki, il condominio presso cui alloggia, trova per caso una persocom gettata tra i rifiuti. La porta a casa e con molte difficoltà riesce ad accenderla. |                   |         |
| 2                    | Chii esce 「ちぃ 出かける」 - chii deka keru | 9 aprile 2002     |         |
| 2                    | Hiroshi Shinbo, il vicino di stanza di Hideki che si intende di computer, analizza la persocom. Apparentemente la macchina non ha nessun sistema operativo e Hiroshi tenta quindi di controllare il contenuto del disco rigido con l'aiuto di Sumomo, la sua persocom portatile, ma appena collega i due robot con un cavetto, Sumomo va in crash. Hiroshi consiglia Hideki di andare da Minoru Kokubunji, un genio dell'informatica, ma anche lì Chii fa andare in blocco tutte le persocom della casa, compresa Yuzuki, la potente persocom che Minoru ha costruito personalmente. Forse la persocom di Hideki è uno dei mitici Chobits, potentissimi persocom di cui si parla da qualche tempo in Internet. Questi robot sarebbero in grado di imparare autonomamente e di provare veri sentimenti. Hideki decide di chiamare Chii la sua persocom, dall'unico suono che la macchina sa pronunciare e lei lo ringrazia abbracciandolo.                                   |                   |         |
| 3                    | Chii impara 「ちぃ おぼえる」 - chii oboeru | 16 aprile 2002    |         |
| 3                    | Hideki inizia con Hiroshi il suo corso di preparazione e rimane colpito dall'avvenenza di Takako Shimizu, la sua nuova insegnante. Mentre ritorna a casa, comincia a rendersi conto di non potersi permettere la costosa vita di Tokyo, quindi si mette in cerca di un lavoro. Dopo molti tentativi andati a vuoto, trova lavoro al pub Yorokonde (lett. "Con piacere") dove conosce Yumi, la simpatica e gentile figlia del padrone. |                   |         |
| 4                    | Chii affronta il mondo esterno 「ちぃ おつかい」 - chii otsukai | 23 aprile 2002    |         |
| 4                    | Hibiya Chitose, l'amministratrice del condominio, è gentile e premurosa con Chii e le ha prestato alcuni vestiti, ma resta il problema della biancheria intima. Hideki, imbranato ed imbarazzato com'è, non è in grado di entrare in un negozio per comprare delle mutandine da donna e Hiroshi gli suggerisce di mandare la stessa Chii a comprare quello che le serve: sarebbe stata la piccola Sumomo con il suo programma di navigazione a guidarla, visto che Chii non è dotata di senso comune e non sarebbe in grado di orientarsi autonomamente. Inizia quindi una serie di divertenti avventure, visto che Chii sta ancora imparando e non è in grado di capire bene cosa sta accadendo, ma alla fine della giornata riesce finalmente a comprare un paio di mutande... da uomo, per Hideki. |                   |         |
| 5                    | Chii fa scoperte 「ちぃ 見つける」 - chii mitsu keru | 30 aprile 2002    |         |
| 5                    | Hideki si prepara per la simulazione dell'esame di ammissione. Il suo vero punto debole è l'inglese e per giunta si rende conto di non essersi portato il suo dizionario bilingue quando ha traslocato. Va quindi in libreria con Chii per acquistarne un altro, ma vede la sua persocom stranamente attratta dal libro illustrato "La città deserta". Hideki ha pochi soldi, ma rinuncia al dizionario per comprare a Chii il libro che desidera. Fortunatamente l'amico Hiroshi gli presta il suo, così Hideki può lo stesso completare la sua preparazione. |                   |         |
| 6                    | Chii diventa debole 「ちぃ 弱る」 - chii yowaru | 7 maggio 2002     |         |
| 6                    | Sono passati ormai parecchi giorni e una mattina Chii sembra molto debole e non risponde più ai comandi di Hideki. Il ragazzo ne parla a scuola con l'amico Hiroshi che gli dice che i persocom vanno a corrente e quindi devono essere ricaricati. Generalmente provvedono loro stessi con il Sole, ma Chii non esce mai di casa, quindi probabilmente si è scaricata. Hideki al suo ritorno a casa tenta di attaccare Chii ad una presa di corrente, ma il fabbisogno di energia della persocom è così elevato da far saltare l'impianto. È sera e in quel momento nessun altro abitante del condominio è in casa. Hideki, con Chii ormai praticamente spenta sulle spalle, comincia a vagare disperato per la città in cerca di una presa di corrente, fino a che incontra Hibiya che passava di lì per caso, che lo riaccompagna a casa e lo aiuta a far riprendere Chii.                                                                                               |                   |         |
| 7                    | Chii lavora 「ちぃ 働く」 - chii hataraku | 14 maggio 2002    |         |
| 7                    | Chii si rende conto che Hideki è a corto di soldi e decide di cercarsi un lavoro. Hideki è titubante, ma alla fine acconsente, purché sia un buon lavoro. Mentre lui è allo Yorokonde, Chii, ingenua com'è, si fa adescare da un laido personaggio che la porta a lavorare in un peep show (un locale per guardoni). Quando però l'uomo, per dare inizio alla performance di Chii, tenta di toccarla nelle sue parti intime, una voce nella testa della persocom le dice che lì dovrà essere toccata solo dall'"uomo per lei". Improvvisamente si sprigiona una luce abbagliante che permette a Hideki di ritrovare la sua persocom. |                   |         |
| 8                    | Chii è perplessa 「ちぃ とまどう」 - chii tomadō | 21 maggio 2002    |         |
| 8                    | L'energia liberata dal meccanismo di autodifesa di Chii ha semidistrutto il locale. Ora lei si libra nell'aria e vola sulla città, apparentemente in stato di incoscienza. Ma l'enorme energia ha mandato in tilt tutti i persocom della zona e solo quando Hideki la chiama per nome e la prende tra le braccia, Chii si risveglia dallo stato di trance e tutto ritorna alla normalità. Il giorno dopo, questa volta con l'aiuto di Hideki, la persocom trova finalmente un lavoro al Chiroru, una pasticceria gestita da Hiroyasu Ueda. Chii è veramente felice di lavorare e rendersi utile, ma Hideki vuole che i soldi che lei guadagna rimangano a lei, affinché possa comprarsi ciò che vuole. |                   |         |
| 8.5 speciale         | Shinbo e Sumomo fanno conversazione 「新保・すもも 語る」 - shinbo. sumomo kataru | 28 maggio 2002    |         |
| 8.5 speciale         | Episodio riassuntivo. Il piccolo hard disk di Sumomo è ormai pieno e la persocom chiede al suo padrone Hiroshi di cancellare i dati inutili. Passano quindi in rassegna gli avvenimenti passati (il ritrovamento di Chii, la sua analisi, la "navigazione" fino al negozio di biancheria intima, ecc.) per vedere quali dati possono essere eliminati dalla memoria della piccola persocom portatile. |                   |         |
| 9                    | Chii fa compere 「ちぃ 買う」 - chii kau | 4 giugno 2002     |         |
| 9                    | Chii con il suo primo stipendio va in libreria per comprare qualcosa per Hideki: uno dei pochi Okazu che ancora non ha. Compra anche il secondo libro della serie "La città deserta", dal titolo "Una persona solo per me". Nel pomeriggio Minoru chiama Hideki per mostrargli una strana foto giuntagli per e-mail: mostra una persocom che sembra Chii, attaccata a numerosi cavi, con la scritta "Chobit 01". Verso sera Hideki porta Chii ai bagni pubblici, visto che Hiroshi gli ha detto che anche i persocom si devono lavare. Il ragazzo è piuttosto imbarazzato della situazione e spera che Chii faccia tutto autonomamente, ma lei ovviamente segue come un'ombra Hideki e per poco entra nel reparto maschile. Fortunatamente l'amministratrice Hibiya arriva per caso ma sempre al momento giusto, e insegna a Chii a lavarsi. |                   |         |
| 10                   | Chii fa incontri 「ちぃ 出会う」 - chii deau | 11 giugno 2002    |         |
| 10                   | Hideki va al cinema con Yumi mentre Chii legge lo strano libro che ha comprato, che racconta la storia di Atashi e della sua ricerca di una persona che la ami per quella che è. Stranamente la storia potrebbe anche essere quella di Chii. Dopo il cinema Hideki e Yumi vanno al parco dove incontrano Minoru e Yuzuki. Minoru temeva che Hideki si fosse affezionato troppo a Chii ed ora è contento che lui esca con una ragazza vera. Anche lui corre quel rischio: ha costruito Yuzuki con le sembianze ed il carattere di sua sorella morta due anni prima, e a volte vorrebbe dimenticare che lei è soltanto una persocom. |                   |         |
| 11                   | Chii si assicura 「ちぃ 確かめる」 - chii tashika meru | 18 giugno 2002    |         |
| 11                   | Hideki è rimasto suggestionato da una storia di fantasmi, e ora sospetta che in una stanza del suo condominio si aggiri il fantasma di una persona uccisa per motivi passionali. Gli strani movimenti che si percepiscono nella stanza sono però di Hibiya, che sta facendo le pulizie. |                   |         |
| 12                   | Chii gioca 「ちぃ 遊ぶ」 - chii asobu | 25 giugno 2002    |         |
| 12                   | Hideki tenta di giocare ad un gioco in rete prestatogli da Minoru, ma dal momento che è piuttosto imbranato per quanto riguarda i computer, chiede aiuto a Shinbo e gli propone di giocare con lui, Sumomo e Chii. Quando però si ritrova all'interno del gioco, Hideki si accorge che Chii non c'è e si mette alla sua ricerca. Supera tutte le trappole e i mostri del gioco fino ad arrivare al super-mostro finale. Mai nessun giocatore ha mai battuto il super-mostro e anche lui sta per soccombere, quando improvvisamente sopraggiunge Chii che sbaraglia il nemico e vince il gioco. |                   |         |
| 13                   | Chii va all'oceano 「ちぃ 海いく」 - chii umi iku | 2 luglio 2002     |         |
| 13                   | Tutti gli amici e l'insegnante Takako Shimizu trascorrono tre giorni spensierati nella casa al mare di Minoru. L'ultimo giorno partono in motoscafo per vedere i delfini da vicino e Chii, estremamente incuriosita, ingenuamente si butta in acqua. Hideki a sua volta si tuffa per recuperarla (i persocom non sono fatti per stare in acqua), ma non sa nuotare e sarà proprio Chii a salvarlo da sicuro annegamento. |                   |         |
| 14                   | Chii offre ospitalità 「ちぃ もてなす」 - chii motenasu | 9 luglio 2002     |         |
| 14                   | Takako Shimizu chiede a Hideki ospitalità per la notte. Sembra allegra come sempre, ma c'è qualcosa che la turba: comincia a bere e durante la notte con solo la biancheria intima addosso, provoca per scherzo Hideki, che a quel punto non riesce più a distinguere il sogno dalla la realtà. Il ragazzo è confuso ed il giorno dopo si chiede perplesso cosa stia accadendo alla sua insegnante, ma la sera, mentre sotto la pioggia ritorna a casa dal lavoro, scorge sotto un lampione il suo amico Hiroshi che sta abbracciando e baciando Takako. |                   |         |
| 15                   | Chii non fa nulla 「ちぃ 何もしない」 - chii nanimo shinai | 16 luglio 2002    |         |
| 15                   | La relazione tra Hiroshi e Takako dura ormai da sei mesi, da quando il marito della ragazza, completamente preso dalla sua persocom aveva completamente dimenticato la moglie lasciandola chiusa fuori di casa. Hiroshi chiama Hideki da un albergo fuori città e gli spiega tutto. Lui e Takako hanno finalmente deciso di andarsene e lui vuole prendersi cura della donna che ama. |                   |         |
| 16                   | Chii amministra 「ちぃ まかなう」 - chii makanau | 23 luglio 2002    |         |
| 16                   | Hideki non riesce più a trovare il suo portafoglio, quindi non ha neppure i soldi per mangiare. Inoltre a scuola ha preso una grave insufficienza e con lo stomaco vuoto non riesce a concentrarsi nello studio. Chii vorrebbe dargli i suoi soldi, ma lui rifiuta, perciò con l'aiuto dell'amministratrice Hibiya impara a cucinare per preparare al suo Hideki un'ottima cena. Ora finalmente il ragazzo può di nuovo studiare e rendendosi conto di avere trascurato la persocom e per ringraziarla, invita Chii ad uscire con lui. Ancora una volta Hibiya è stata molto gentile con Chii aiutandola a risolvere i suoi problemi: sembra quasi che le voglia bene come ad una figlia. |                   |         |
| 16.5 speciale        | Minoru e Yuzuki fanno conversazione 「稔・柚姫 語る」 - minoru. yuzu hime kataru | 30 luglio 2002    |         |
| 16.5 speciale        | Episodio riassuntivo. Minoru e Yuzuki vorrebbero scoprire qualcosa di più su Chii e le sue misteriose origini, passano quindi in rassegna tutti gli avvenimenti degli episodi 11-16. |                   |         |
| 17                   | Chii assiste 「ちぃ 手伝う」 - chii tetsudau | 6 settembre 2002  |         |
| 17                   | Hideki scopre che in una stanza inutilizzata del condominio ci sono grossi cavi elettrici in tensione. Sumomo che era con lui rimane "fulminata" per averne toccato uno scoperto, ma fortunatamente Hibiya riesce a farla riprendere. La ragazza era sposata con un progettista di persocom ed era diventata quindi un'esperta, ma ora che il marito è morto, deve fare l'amministratrice del condominio che aveva ricevuto in eredità. |                   |         |
| 18                   | Chii scompare 「ちぃ いなくなる」 - chii inakunaru | 13 agosto 2002    |         |
| 18                   | Chii è ferma davanti alla libreria: osserva il terzo libro della serie "La città deserta" e non si accorge di un uomo alle sue spalle che la immobilizza e la rapisce. Solamente alla sera, quando Hideki rincasa, si accorge della sua mancanza e si mette a cercarla con l'aiuto di Minoru e Yuzuki. L'autore del rapimento è Kojima Yoshiyuki, un esperto informatico che, avendo il sospetto che Chii sia una dei mitici Chobits ha deciso di carpirle tutte le informazioni ed i segreti che possiede. |                   |         |
| 19                   | Chii attende 「ちぃ 待つ」 - chii matsu | 20 agosto 2002    |         |
| 19                   | Anche Ueda, il proprietario della pasticceria nella quale Chii lavora, partecipa alle ricerche e parlando con Hideki gli racconta la sua triste storia. Tempo addietro si era innamorato di una persocom arrivando perfino a sposarla. Lei era sempre allegra e gli era di conforto nei momenti tristi, ma dopo qualche tempo aveva cominciato a mostrare strane amnesie. L'esame del centro riparazioni fu impietoso: l'hard disk si stava guastando e la persocom non era riparabile. Ueda decise di rimanerle comunque accanto anche quando lei ormai aveva perduto la capacità di memorizzare, non lo riconosceva più e aveva dimenticato tutti i momenti passati insieme. La loro storia finì quando una sera la persocom, in un ultimo istante di lucidità, gli salvò la vita impedendo che fosse investito da un camion e finendo distrutta nell'incidente. Hideki dopo aver ascoltato il racconto, capisce finalmente quanto Chii sia diventata importante per lui. |                   |         |
| 20                   | Chii desidera 「ちぃ 求める」 - chii motome ru | 27 agosto 2002    |         |
| 20                   | Anche Hibiya è al corrente della sparizione di Chii, ma non può fare niente per una promessa fatta al marito. Non le resta altro che scrivere: è infatti lei l'autrice dei libri illustrati "La città deserta", da lei scritti e disegnati per risvegliare la coscienza della persocom. Intanto il programma speciale preparato da Kojima Yoshiyuki e fatto girare da tutti i potenti persocom della casa collegati in rete, sta per violare le protezioni di Chii per carpirne i segreti, quando la persocom si libera e lo immobilizza: lui non è la sua persona speciale e non gli è permesso "entrare". Sopraggiungono intanto Shinbo, Minoru e Hideki che portano in salvo Chii e sequestrano come prova la persocom portatile di Kojima, che aveva registrato tutti gli avvenimenti. |                   |         |
| 21                   | Chii risponde 「ちぃ 答える」 - chii kotae ru | 3 settembre 2002  |         |
| 21                   | Shinbo è andato lontano e ora vive assieme a Shimizu. Yuzuki vuole scoprire qualcosa di più di Chii e penetra nel computer di una misteriosa e potente Organizzazione, dove scopre che il capo progettista dei persocon era il marito dell'amministratrice del condominio di Hideki. |                   |         |
| 22                   | Chii scambia il vestito 「ちぃ 着てぬぐ」 - chii kite nugu | 10 settembre 2002 |         |
| 22                   | Yumi ha avuto una triste esperienza: qualche tempo prima lavorava nella pasticceria di Ueda e si era innamorata di lui. Nonostante anche lui fosse innamorato, era già stato sposato con una persocon e Yumi, non sentendosi in grado di competere con quel ricordo, gli aveva detto addio. Ora però i due si incontrano di nuovo: sono ancora innamorati, chiariscono tutto e si allontanano mano nella mano. Anche Chii prende la mano di Hideki e forse si rende conto che la sua ricerca dell'"uomo solo per lei" è finita. |                   |         |
| 23                   | Chii decide 「ちぃ 決める」 - chii kime ru | 17 settembre 2002 |         |
| 23                   | Hibiya racconta a Hideki la verità. Suo marito, ora defunto, aveva creato due persocon: Freya ed Elda (Chii) perché sostituissero le figlie che lei non poteva avere. Le due persocon avevano richiesto tutta l'abilità del loro progettista ed erano state progettate affinché potessero essere amate e avessero anch'esse potuto cercare qualcuno da amare. Purtroppo Freya si innamorò del proprio "padre-creatore" e per uscire da questo amore impossibile decise di "morire". Per evitare il ripetersi di questo fatto, Hibiya fu costretta a "formattare" Elda cancellandone tutti i ricordi, subito prima che Hideki la ritrovasse. |                   |         |
| 24                   | Una persona solo per Chii 「ちぃ だけの人」 - Chii dake no hito | 24 settembre 2002 |         |
| 24                   | Hideki si rende conto di ricambiare l'amore che Chii prova per lui e glielo rivela: Chii ha finalmente trovato "l'uomo solo per lei". L'episodio è denso di avvenimenti: la ricomparsa di Freya il cui spirito era ancora presente dentro Chii e il conseguente annichilimento della personalità di Chii; l'intervento della "madre", costretta di nuovo ad inizializzare il sistema distruggendo per sempre le personalità di entrambe le "figlie"; il "salvataggio " di Chii grazie all'amore, che le permette di ritornare indietro e di restare finalmente con Hideki, l'uomo solo per lei. |                   |         |
| Speciali (2 episodi) | |                   |         |
| 24.5 OAV             | Hibiya e Kotoko fanno conversazione 「ちびっツ OAV」 - chibittsu OAV | -                 |         |
| 24.5 OAV             | Episodio riassuntivo. Hiroshi deve rinunciare all'università perché intende sposarsi con Takako e quindi deve trovarsi un lavoro. Invece Hideki, accompagnato da Chii, va ad affrontare l'esame di ammissione all'università. Chitose e la persocom Kotoko, restano a casa e ricordano gli avvenimenti passati che hanno portato alla storia d'amore di Hiroshi e Chii. Anche se Kotoko ha calcolato che le probabilità che Hiroshi superi la prova sono solamente dell'8.6%, Chitose sta preparando un piccolo rinfresco perché sa che, vada come vada, tutti gli amici vorranno venire a festeggiare. |                   |         |
| Special              | Chibits: Sumomo e Kotoko fanno le consegne 「ちびっツ」 - chibittsu | 2004              |         |
| Special              | Hideki Motosuwa lascia il suo appartamento per andare a scuola, ma si dimentica il suo portafoglio. Chii si cambia in fretta d'abito indossando la divisa della scuola di Hideki, prende il portafoglio e lo insegue per riportarglielo, lasciando sole nell'appartamento le due persocom portatili Sumomo e Kotoko. Chii però ha dimenticato di indossare le sue mutandine, quindi Sumomo e Kotoko sono costrette ad uscire a loro volta all'inseguimento di Chii per portargliele prima che la persocom arrivi alla scuola. |                   |         |